# Licodia
Licodia is een geslacht van rechtvleugeligen uit de familie Anostostomatidae. De wetenschappelijke naam van dit geslacht is voor het eerst geldig gepubliceerd in 1869 door Francis Walker.

## Soorten
Het geslacht Licodia omvat de volgende soorten:
- Licodia cerberus Rehn, 1930
- Licodia grandis Rehn, 1930
- Licodia pallipes Walker, 1869